# علم آيوا
أعتمد علم ولاية آيوا الحالي في يوم 12 أذار - مارس من عام 1921 م . ويتكون علم ولاية آيوا من ثلاثة أشرطة تقسم العلم بصورة عمودية بالألوان الأزرق،الأبيض والأحمر ويكون عرض الشريط الأبيض ضعف عرض الشريطين الأزرق والأحمر، ويوجد في الشريط الأبيض صورة لطائر العقاب وهو يحمل بمنقاره شريطا أزرق اللون مكتوب عليه باللغة الإنجليزية Our liberties we prize and our rights we will maintain
(حريتنا نحن الجائزة وحقوقنا سوف تحافظ) وهذا النص مع صورة طائر العقاب مأخوذ من شعار الولاية . وفي أسفل الشريط الأبيض توجد كلمة IOWA باللون الأحمر وتجدر الإشارة من أن علم الولاية قد صمم من قبل السيدة ديكسي كورنيل جيبهاردت في سنة 1917 م .